# Chiesa dei Santi Pietro e Paolo a Monteliscai
La chiesa dei Santi Pietro e Paolo a Monteliscai è un edificio sacro che si trova in località Monteliscai nel comune di Siena, arcidiocesi di Siena-Colle di Val d'Elsa-Montalcino.

## Storia e descrizione
Di struttura architettonica semplice, con il tetto a capanna e la facciata priva di decorazioni, la chiesa fu soggetta nell'XI secolo all'abbazia camaldolese di San Pietro a Ruoti (situata tra Rapolano e Bucine, in val d'Ambra), quindi alla chiesa di Santa Mustiola a Siena.
L'assetto interno risale alla ristrutturazione del 1784; sull'altare maggiore è un bassorilievo in terracotta policromata del XVII secolo raffigurante la Madonna col Bambino, oggetto di grande devozione da parte della popolazione locale.